# Тосунян, Арам Араевич
Ара́м Ара́евич Тосуня́н (арм. Արամ Արաի Թոսունյան; 29 мая 1993, Гюмри, Армения) — армянский футболист, игравший на позициях нападающего и полузащитника.

## Клубная карьера
Тосунян родился в, обрётшей недавно независимость, Армении, в городе Гюмри. Увлечение к футболу появилось в 9 лет и с тех пор только прогрессировало. Любовь к этому виду спорта заставила Тосуняна заняться футболом вплотную. Занимался с юношеской командой футбольного клуба «Ширак», в которой пробыл восемь лет.
В 2011 году молодого игрока заметили селекционеры тренерского штаба главной команды. Видя прогрессирую перспективность руководство «Ширака» поспешило заключить контракт. В том же году дебютировал в Премьер-лиге за клуб. 7 мая в домашней игре против «Мики», Тосунян вышел на замену вместо Карена Хачатряна на 92 минуте матча.

## Статистика выступлений
Данные на 20 июня 2012 года
| Клуб             | Сезон            | Чемпионат | Чемпионат | Кубки | Кубки | Еврокубки | Еврокубки | Всего | Всего |
| Клуб             | Сезон            | Матчи     | Голы      | Матчи | Голы  | Матчи     | Голы      | Матчи | Голы  |
| ---------------- | ---------------- | --------- | --------- | ----- | ----- | --------- | --------- | ----- | ----- |
| Ширак            | 2011             | 4         | 0         | 1     | 0     | 0         | 0         | 5     | 0     |
| Ширак            | 2012/13          | 3         | 0         | 0     | 0     | 0         | 0         | 3     | 0     |
| Всего            | Всего            | 7         | 0         | 1     | 0     | 0         | 0         | 8     | 0     |
| Всего за карьеру | Всего за карьеру | 7         | 0         | 1     | 0     | 0         | 0         | 8     | 0     |

## Достижения
- Чемпион Армении: 2012/2013
- Обладатель Кубка Армении: 2011/12
- Финалист Кубка Армении: 2011

## Личная жизнь
Родители — Ара и Мери, не женат.